# Edmé Thomas
Edme Thomas, né le 9 février 1591 à Dijon, mort le 28 octobre 1660 à Autun, est un homme d'Église et historien français.

## Biographie
Faisant partie de la noblesse de robe, il est né de Jacques Thomas, seigneur de Varennes-sur-le-Doubs, et de Jeanne Chasot. On ne sait rien de sa jeunesse et de ses études. En 1629, il est doyen de la Chapelle-au-Riche de Dijon, ce qui lui assure de confortables revenus. En 1638, il devient chanoine de la cathédrale Saint-Lazare d'Autun ainsi qu'Official et grand chantre.
Il est considéré comme le premier historien sérieux d'Autun.

## Armoiries
Sur un portrait de lui propriété du musée Rolin d'Autun (sur le cadre). Il portait D'azur à une fasce d'or chargéé de trois étoiles de gueules, accompagnée en chef de deux quintesfeuilles aussi d'or, et en pointe d'un croissant d'argent. Sa devise était CRESCAT FLOS DEBITUS ASTRIS.

## Œuvre
- Histoire de l'antique cité d'Autun, Lyon, G. Barbier, 1660. Ce livre, dont l'impression fut interrompue par le décès d'Edmé Thomas, fut oublié, jusqu'à ce que la Société éduenne en rassemble les reliquats (104 pages imprimées, le reste ayant été recopié à la main à partir du manuscrit de l'auteur) revues et augmentées sous le titre Histoire de l'antique cité d'Autun et Études d'archéologie traditionnelle par Mgr Devoucoux imprimé par Fr. Dejussieu libraire et imprimeur en 1846. [lire en ligne]
Réédité en 1977 par Jeanne Laffitte, éditeur marseillais.

## Sources
- Chanoine Denis Grivot -Autun, Lescuyer, Lyon, 1967, p.318.
- Éléments tirés de l'ouvrage même de l'auteur dans sa troisième version parue aux éditions de la Tour GILE, dépôt légal 2e trimestre 1993,  (ISBN 2-87802-115-0).